# Machete Kills
Machete Kills er en 2013 action-film, der er skrevet og instrueret af Robert Rodriguez. Det er den anden film i en serie, der startede med filmen Machete fra 2010. Danny Trejo, Jessica Alba, Tom Savini og Michelle Rodriguez indtager de samme roller som i første film; hertil kommer Sofía Vergara, Demián Bichir, Amber Heard, Antonio Banderas, Vanessa Hudgens, Cuba Gooding Jr., Alexa Vega, William Sadler, Lady Gaga, Marko Zaror med Charlie Sheen og Mel Gibson.

## Handling
USA's præsident tilbyder ex-politimanden Machete statsborgerskab, hvis han kan klare en umulig mission, at stoppe anarkisten Mendoza, som har planer om at sende et atommissil mod Washington D.C.

## Medvirkende
- Danny Trejo som Machete Cortez
- Michelle Rodriguez som Luz / Shé[3]
- Mel Gibson som Luther Voz[4]
- Sofía Vergara som Madame Desdemona[5]
- Amber Heard som Blanca Vasquez / Miss San Antonio[6]
- Demián Bichir som Marcos Mendez[7]
- Charlie Sheen som President Rathcock[8]
- Walton Goggins som El Chameleón 1[9][10]
- Cuba Gooding, Jr. som El Chameleón 2[10]
- Lady Gaga som La Chameleón
- Antonio Banderas som El Chameleón 4[10]
- Jessica Alba som Sartana Rivera
- Vanessa Hudgens som Cereza Desdemona[11][12]
- Alexa Vega som KillJoy[13]
- Marko Zaror som Zaror
- Tom Savini som Osiris Amanpour
- William Sadler som Sheriff Doakes[14]
- Julio Oscar Mechoso som Chepo
- Billy Blair som Billy Blair
- Samuel Davis som Clebourne
- Vincent Fuentes som Cabrito Cook
- Elle Lamont som Dollface
- Felix Sabates som Doc Felix
- Electra og Elise Avellan som Nurse Mona and Nurse Lisa[3]
- Jessica Moreno som Lady D Girl
- Vicky Solis som Lady D Girl
- Marci Madison som Nurse Fine
- Elon Musk som sig selv